# École supérieure privée des ressources humaines
 (décembre 2024).
Si vous disposez d'ouvrages ou d'articles de référence ou si vous connaissez des sites web de qualité traitant du thème abordé ici, merci de compléter l'article en donnant les références utiles à sa vérifiabilité et en les liant à la section « Notes et références ».
L'École supérieure des ressources humaines, plus connue sous l'abréviation « SUP des RH », est une école privée qui offre des formations aux métiers des ressources humaines.

## Présentation
SUP des RH est une école privée qui offre des formations de niveau BAC+3 et BAC +5 aux métiers des ressources humaines. Ceux-ci sont enregistrés au RNCP en contrat d'alternance, en contrat de professionnalisation, en formation continue, en VAE ou à distance.
Elle est située à Paris dans deux établissements (IXe arrondissement et XVe arrondissement).
L'école a développé ses programmes autour de trois titres certifiés :
- Bachelor « Chargé des Ressources Humaines »[1]
- Mastère « Manager du Développement des Ressources Humaines »[2]
- Executive MBA « Responsable en Rémunération Globale & Avantages Sociaux »[3]

### SUP des RH Alumni
SUP des RH Alumni, créée le 17 octobre 2013, vise à animer le réseau des diplômés, renforcer les liens avec les étudiants, promouvoir l’école dans les milieux professionnels et faciliter l’entraide et la coopération entre ses membres. Sous la présidence de Théo LEMEL, l'association obtient le label ESS.